# Ira Murchison
Ira James Murchison (ur. 6 lutego 1933 w Chicago, zm. 28 marca 1994 w Harvey w Illinois) – amerykański lekkoatleta sprinter, mistrz olimpijski z 1956 z Melbourne.
W czerwcu 1956 dwukrotnie wyrównał rekord świata w biegu na 100 metrów wynikiem 10,2 s, a 4 sierpnia tego roku uzyskał w Berlinie wynik 10,1 s, co było wyrównaniem nowego rekordu ustanowionego przez Williego Williamsa poprzedniego dnia.
Na igrzyskach olimpijskich w 1956 w Melbourne Murchison zajął 4. miejsce w finale biegu na 100 metrów, a w sztafecie 4 × 100 metrów zdobył wraz z kolegami (Leamon King, Thane Baker i Bobby Joe Morrow) złoty medal poprawiając rekord świata na 39,5 s. Biegł na pierwszej zmianie. Na igrzyskach panamerykańskich w 1963 w São Paulo zdobył złoty medal w sztafecie 4 × 100 metrów (która biegła w składzie: Murchison, Brooks Johnson, Ollan Cassell i Earl Young) i brązowy w biegu na 100 metrów (przegrywając z Enrique Figuerolą z Kuby i Arquímedesem Herrerą z Wenezueli.
Murchison był akademickim mistrzem Stanów Zjednoczonych (NCAA) w biegu na 100 jardów w 1958. Był również halowym mistrzem USA w biegu na 60 jardów w 1957. Po zakończeniu kariery był trenerem. Zmarł na raka.